# Koldus és királyfi (regény)
A Koldus és királyfi Mark Twain 1881-ben megjelent ifjúsági regénye.
„Egy történet a fiatal korosztály számára.”

## Történet
Elregélek egy történetet, aszerint, ahogy én hallottam valakitől, akinek az apja mesélte. Ő pedig az apjától hallotta, akire szintén apja hagyományozta azt – így nyúlt a régmúltba vissza, 300 évre, vagy még tovább. Az apák fiaiknak adva át, ily módon őrizték meg az elbeszélést. Lehet, hogy történelmi tény, vagy talán csak egy legenda, szájhagyomány.
A történet 1547-ben játszódik, és két fiatal fiú történetét meséli el, akik ugyanazon a napon születtek, és külsejük teljesen megegyezik: Tom Canty, egy szegény ember, aki bántalmazó, alkoholista apjával él a londoni Pudding Lane melletti Offal Courtban, míg a másik fiú VI. Edward, VIII. Henrik fia.
Egy gazdag fantáziájú koldusfiú London nyomortanyáin könyveket olvas a XVI. századi Londonban. Egy szép napon a királyi palotáig sodródik, és véletlenül be is kerül a palotába. Egy vele egyidős és rá nagyon hasonlító kisfiúval játékból ruhát cserél. Ez a játék mindkettejüket ijesztő kalandokba taszítja. A kis koldus hónapokig éli a királyfi ragyogó, bár nem is annyira irigylésre méltó életét, míg az igazi királyfi szörnyű kalandokat él át.

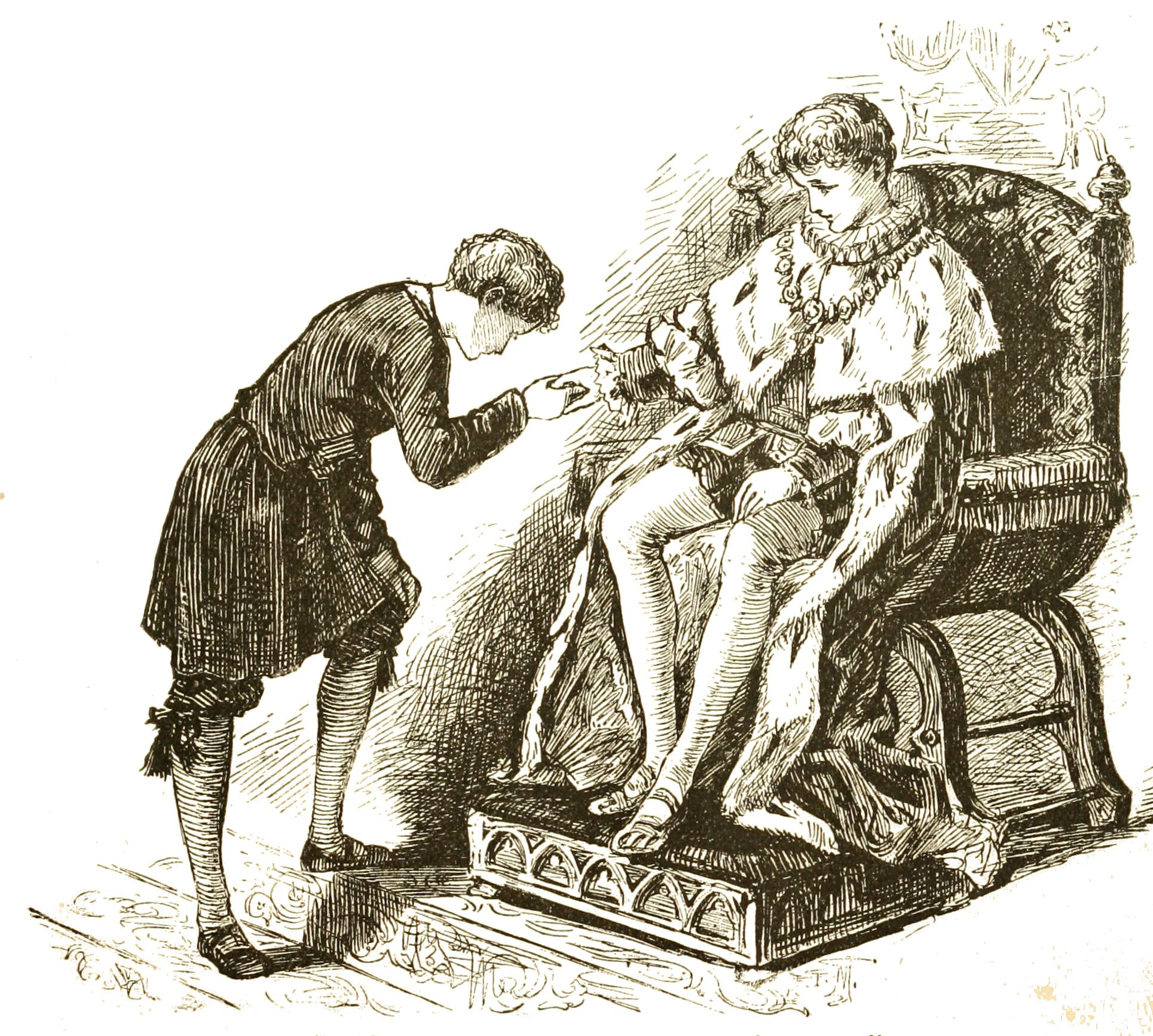
Frank T. Merrill (1848-1923) illusztrációja

## Megfilmesítés
- 1990: Koldus és királyfi – rendező: George Scribner